# Hora H
El término hora H (en inglés H-Hour) es utilizado genéricamente por los militares para indicar la hora en la que se debe iniciar un ataque o una operación de combate. 
Se usa a veces con sumas y restas para indicar tiempos anteriores o posteriores a dicha hora. Así, la H-3 indica tres horas antes del ataque y H+5, 5 horas después.
Históricamente es un término utilizado para referirse a la hora (06:30, hora de Londres, en las playas destinadas a los estadounidenses) en que se produjo el desembarco de Normandía del 6 de junio de 1944, que marcó el inicio de la liberación de la Europa continental ocupada por la Alemania nazi durante la Segunda Guerra Mundial.